# آرنالدو سزار کویلیو
آرنالدو سزار کویلیو (انگلیسی: Arnaldo Cézar Coelho؛ زادهٔ ۱۵ ژانویهٔ ۱۹۴۳) یک بازیکن فوتبال، و داور فوتبال اهل برزیل است. او در هر دو دوره جام جهانی ۱۹۷۸ و ۸۲ داور بوده‌است. او همچنین فینال جام جهانی فوتبال ۱۹۸۲ را داوری کرده‌است.
کویلیو پس از پایان دوران داوری‌اش در سال ۲۰۱۰، گزارشگری برای شبکه رده گلوبو را آغاز کرد.